# Daniel Ayala Pérez
Daniel Ayala Pérez est un violoniste, chef d'orchestre et compositeur mexicain, né à Abalá le 21 juillet 1906 et mort à Xalapa le 20 juin 1975.  Sa musique synthétise des éléments du folklore mexicain et des motifs d'inspiration maya. Il appartenait à diverses sociétés culturelles et scientifiques, associations civiques, etc. Il était membre de la Société mexicaine des auteurs et compositeurs du Mexique.

## Biographie
Originaire de l'actuelle municipalité d'Abalá dans le centre du Yucatán, il étudie le violon avec Revueltas et la composition avec Carlos Chávez, Manuel María Ponce, Vicente T. Mendoza, Candelario Huízar et Julián Carrillo au Conservatoire national de musique de Mexico de 1927 à 1932. 
À partir de 1931, il est nommé second violon de l'Orchestre symphonique de Mexico, alors dirigé par Carlos Chávez. Il obtient son diplôme en 1932. 
En 1934, il forme, avec ses collègues compositeurs Salvador Contreras, Blas Galindo et José Pablo Moncayo, le Groupe des Quatre. Il décède en 1975 à Xalapa (Veracruz). Il compose le poème symphonique "Tribu" inspiré de motifs indigènes, qui sera créé par Carlos Chávez le 18 octobre 1935 au Palacio de Bellas Artes de Mexico. 
Compositeur inspiré de la musique indigène des Mayas, il a composé des œuvres avec des titres tels que "Uchben X'coholte" que l'on peut traduire comme dans un vieux cimetière en 1933 ou "U kayil Chaac" en 1934 qui expriment clairement son origine.
Daniel Ayala est décédé en 1975 à Xalapa dans l'état de Veracruz.

## Œuvres

### Ballets
- El hombre maya (1939) ;
- La gruta diabólica, pour orchestre de chambre (1940).

### Musique pour orchestre

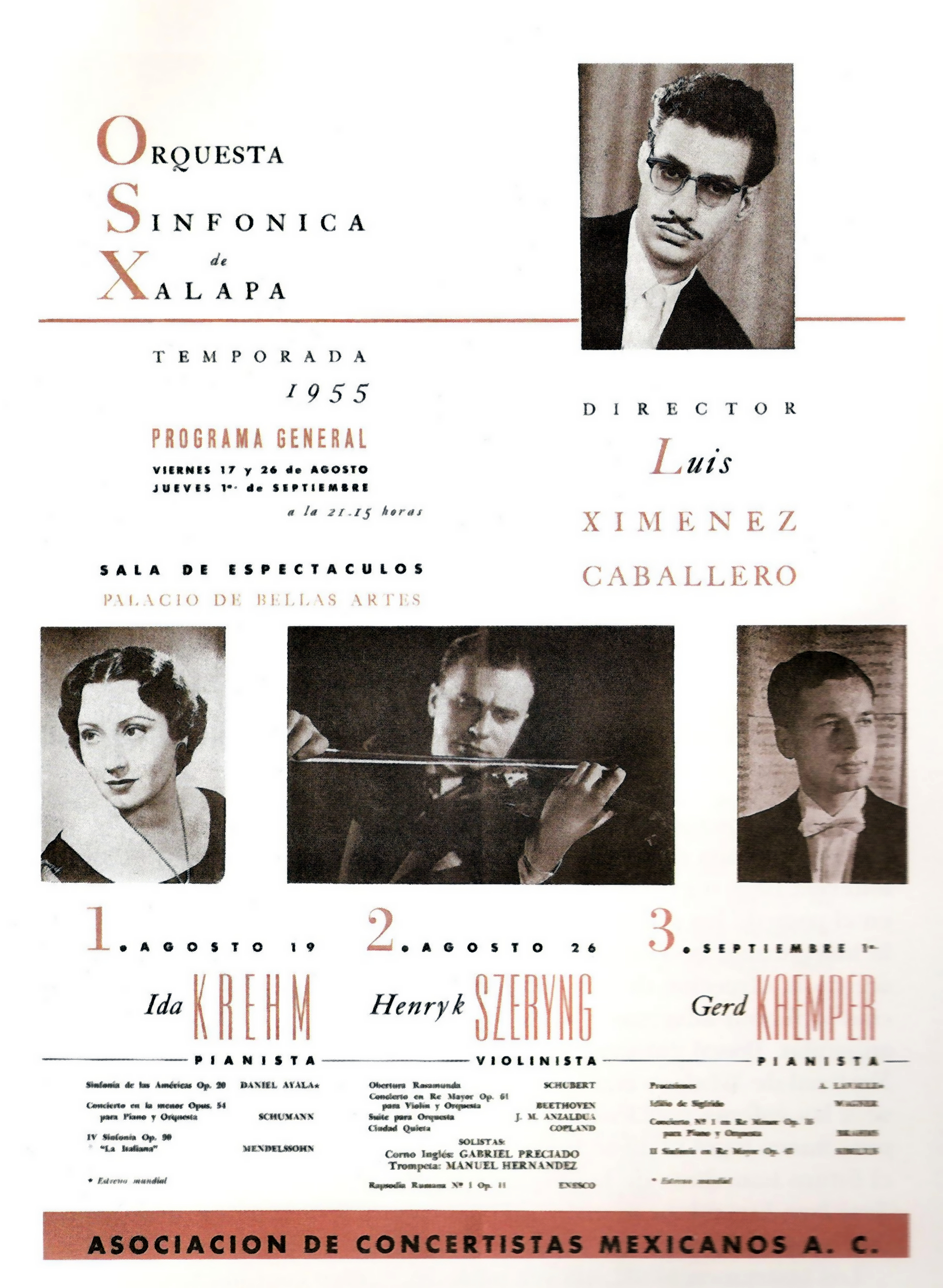
Programme du concert de création mondiale de la Sinfonia de Las Americas en 1955 à Mexico.

- Cinco piezas infantiles, pour orchestre à cordes (1933) ;
- Tribu, poème symphonique, (1934) ;
  - En la llanura (« Dans la prairie ») ;
  - La serpiente negra (« Le Serpent noir ») ;
  - La danza del fuego (« Danse du feu ») ;
- Paisaje (« Paysage »), suite, (1935) ;
- Panoramas de México, suite (1936) ;
  - Sonora ;
  - Veracruz ;
  - Yucatán ;
- Mi viaje a Norte América (« Mon voyage en Amérique du Nord »), suite (1947) ;
- Sinfonia de Las Americas (1955) ;
- Suite veracruzana (1957) ;
- Concertino pour piano et orchestre (1974).

### Musique vocale
- Uchben X'coholte (« Dans un vieux cimetière »), pour soprano et orchestre de chambre (1931) ;
- Cuatro canciones, pour soprano et piano (1932) ;
- El grillo (« Le grillon », paroles de Daniel Castañeda), pour soprano, clarinette, violon, piano, et crécelle (1933) ;
- U kayil chaac (« Chant de pluie maya »), pour soprano et orchestre avec percussion indigène (1934) ;
- Los pescadores Seris (« Les pêcheurs de Seri »), pour voix et orchestre avec percussion indigène (1938) ;
- Los danzantes Yaquis (« Les danseurs yaquis »), pour voix et orchestre de chambre avec percussion indigène (1938) ;
- Suite infantil (Suite pour enfant), pour soprano et orchestre de chambre  (1938).

### Piano
- Radiogramma (1931) ;

### Musique de chambre
- Quatuor à cordes (1933) ;
- Vidrios rotos (« Verres cassés »), pour hautbois, clarinette, basson, cor, piano (1938).